# Ốc bàn tay
Ốc bàn tay (Danh pháp khoa học: Harpago chiragra) là một loài ốc biển kích thước rất lớn, là động vật thân mềm chân bụng sống ở biển trong họ Strombidae.

## Mô tả

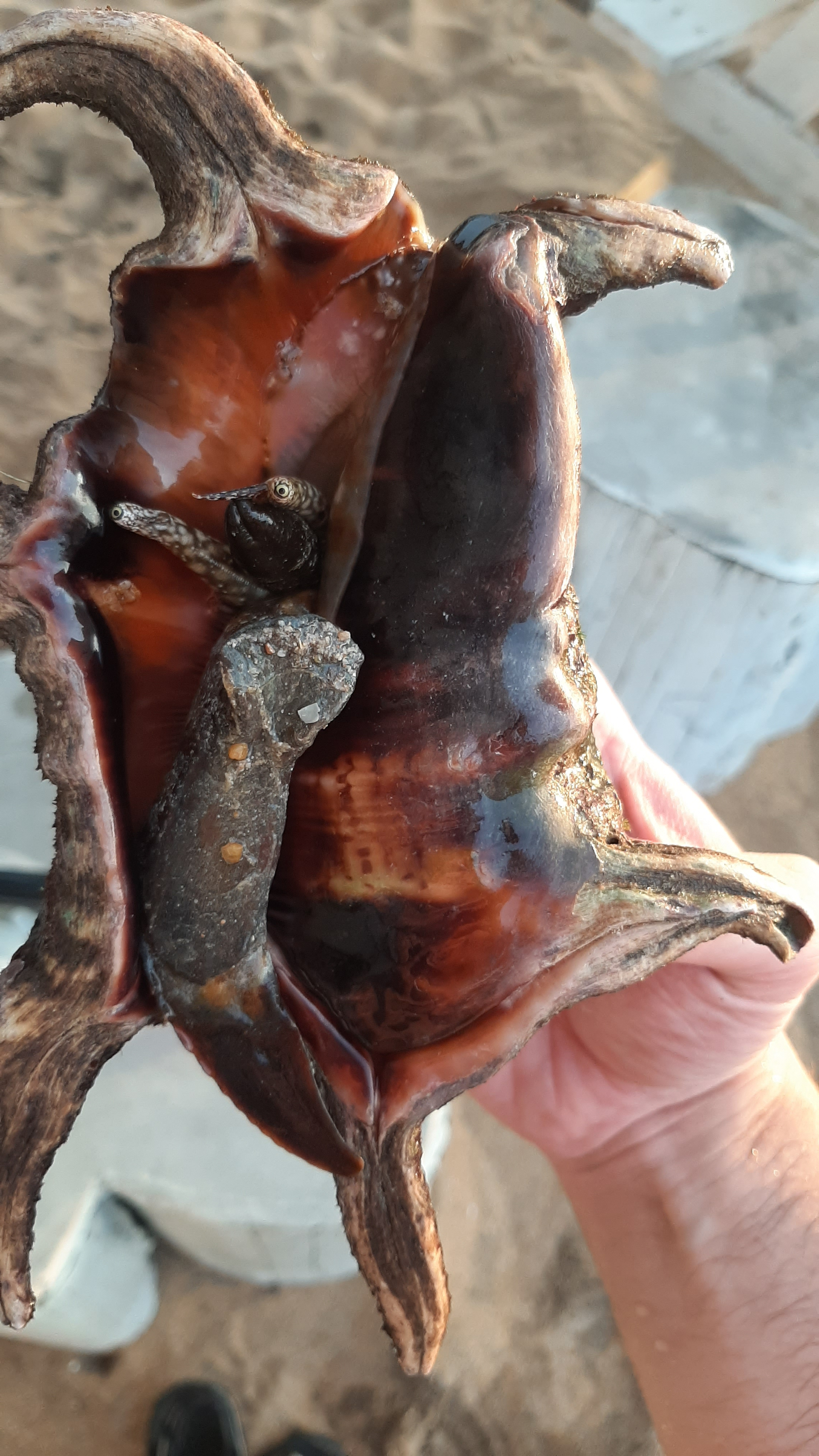
Open mollusk

Con sò này có chiều dài tối đa 320 mm, thường là dài 170 mm.
Lambis chiragra có vỏ nặng và chắc chắn.
Con cái lớn hơn con đực.

## Phân bố
H. chiragra phân bố ở Đông Ấn Độ Dương và Tây Thái Bình Dương nhiệt đới, từ Sri Lanka và vịnh Bengal đến đông Polynesia. Nó cũng phân bố ở phía bắc tận Đài Loan và Nhật Bản và phias nam đến Nouvelle-Calédonie và Úc.
H. chiragra sinh sống ở rạn san hô. Nó có thể được tìm thấy ở các vùng littoral và sublittoral ở nơi có mức thủy triều thấp với độ sâu khoảng 25 mét.